# Megasoma vogti
Megasoma vogti är en skalbaggsart som beskrevs av Cartwright 1963. Megasoma vogti ingår i släktet Megasoma och familjen Dynastidae. Inga underarter finns listade i Catalogue of Life.